# 九龙山崖墓群
九龙山崖墓群，位于山东省济宁市曲阜市九龙山南坡，是中华人民共和国山东省文物保护单位之一。
1977年12月23日，授予山东省文物保护单位，是一座古墓葬。